# Pürgen

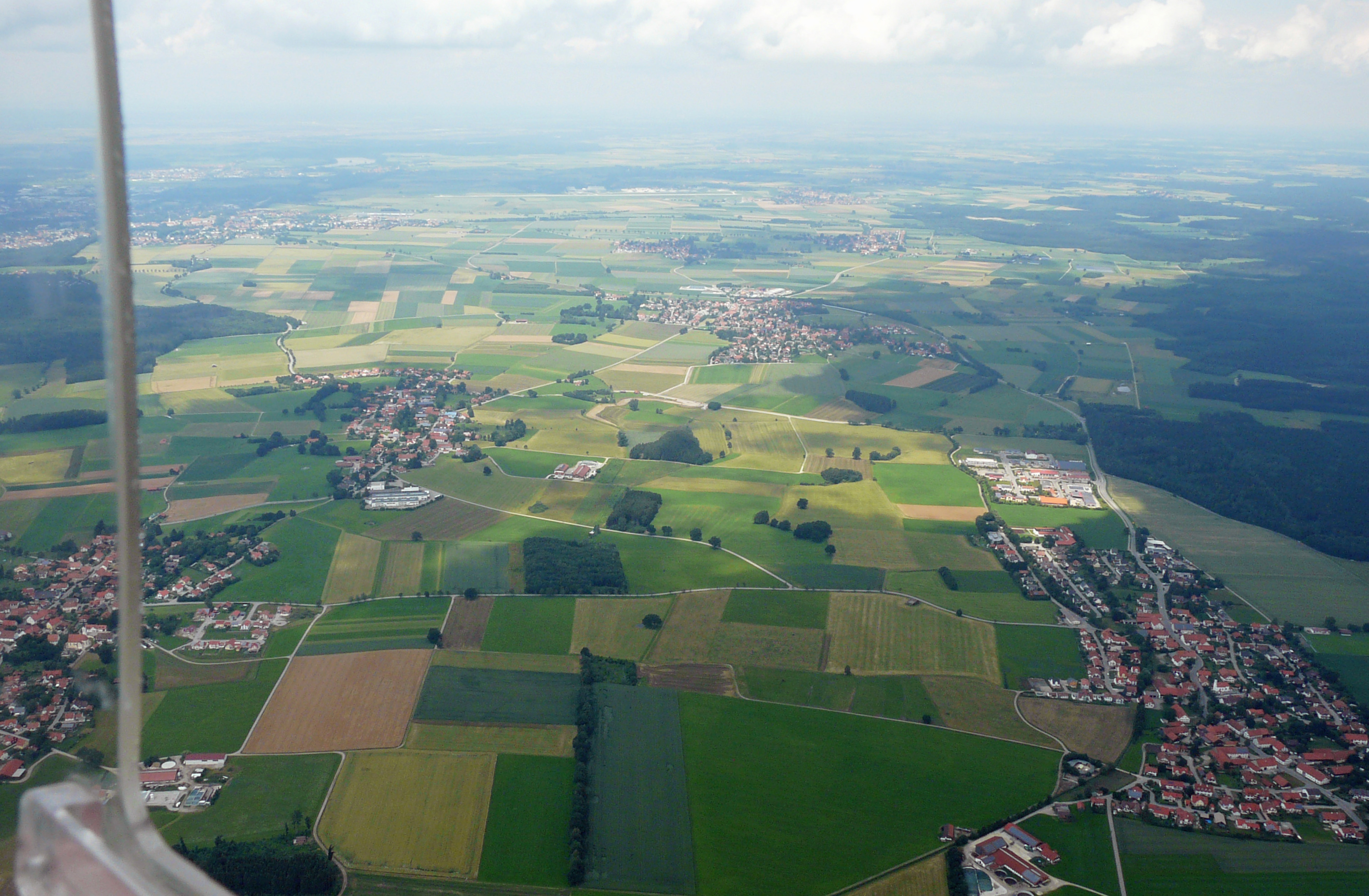
Stoffen, Ummendorf, Pürgen und Lengenfeld aus der Luft

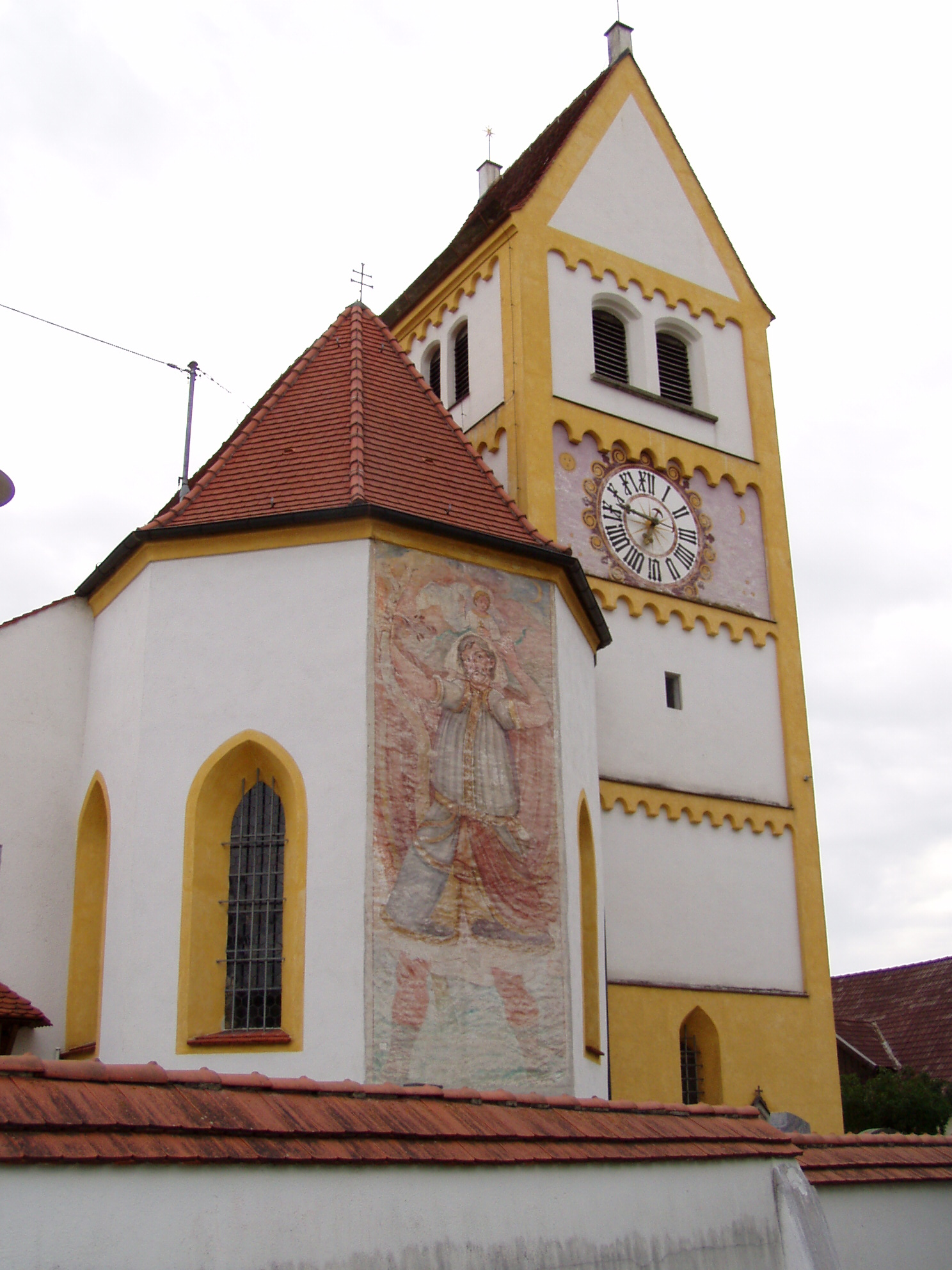
Pürgen, Kirche von Osten

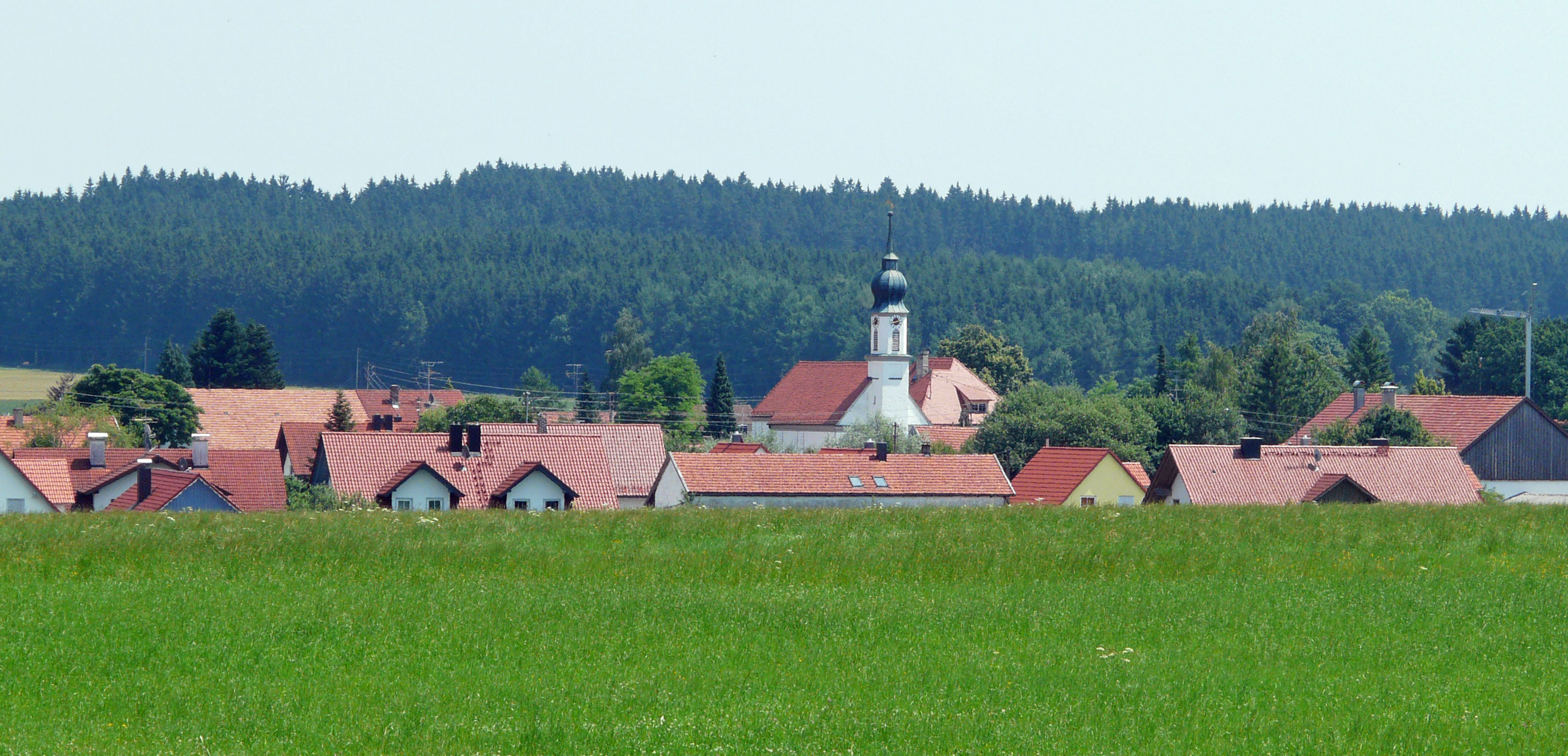
Lengenfeld von Westen

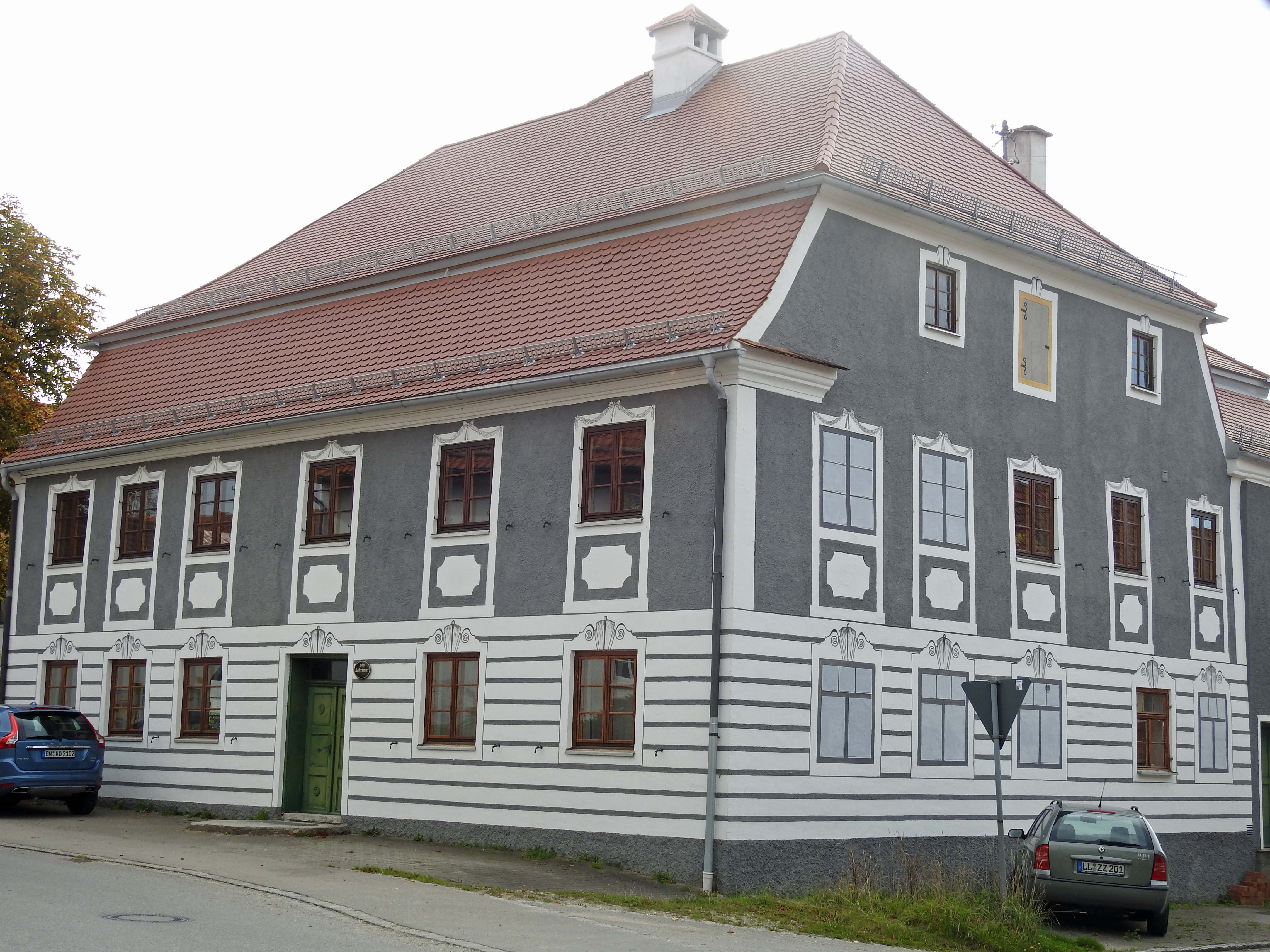
Ehemaliger Gasthof in Stoffen

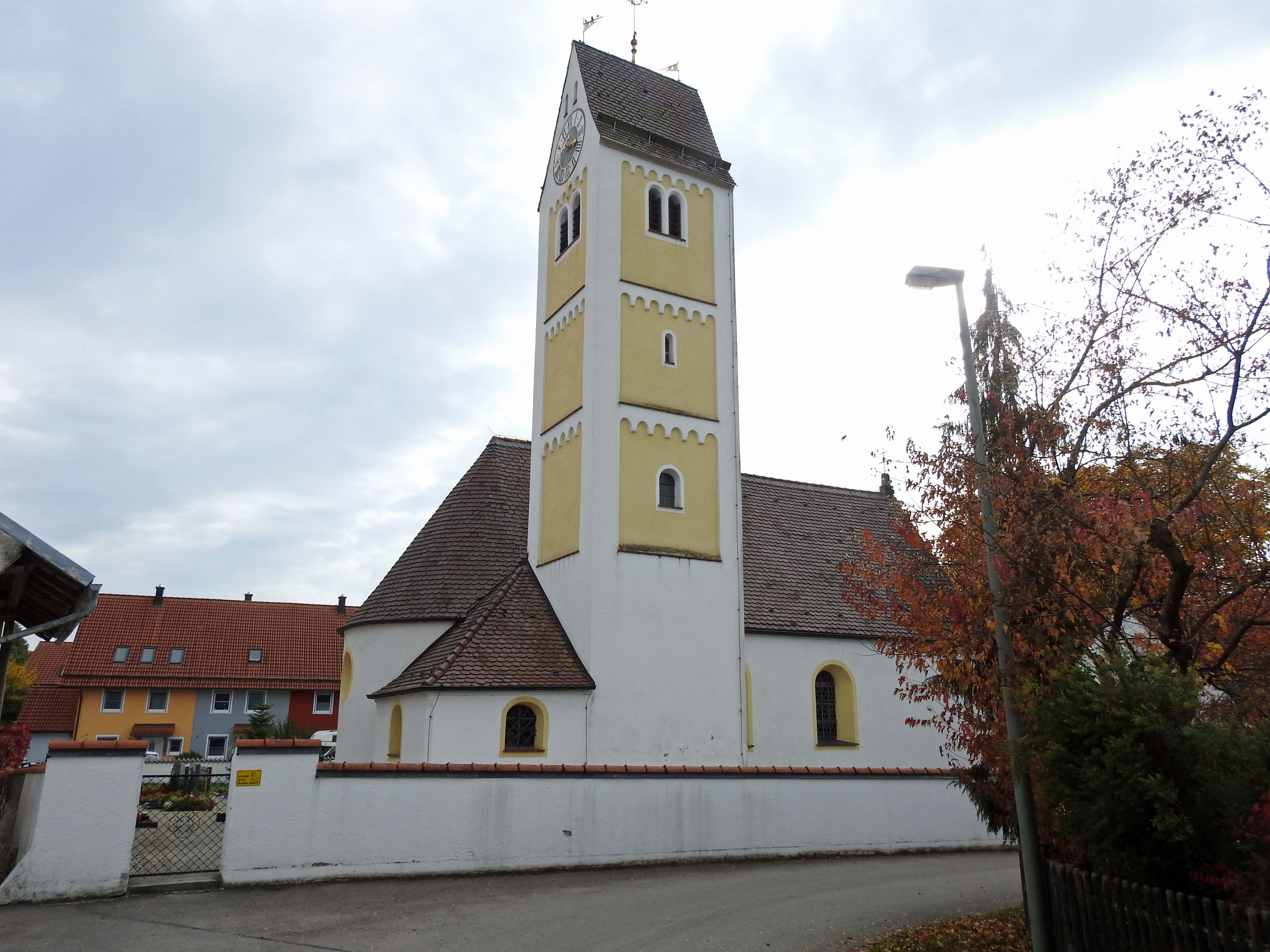
Kirche in Ummendorf

Pürgen ist eine Gemeinde und eine Ortschaft im oberbayerischen Landkreis Landsberg am Lech. Die Gemeinde ist Mitglied der Verwaltungsgemeinschaft Pürgen.

## Geografie
Pürgen liegt nahe der Stadt Landsberg in der Planungsregion München.
Es gibt vier Gemeindeteile (in Klammern ist der Siedlungstyp angegeben):
- Lengenfeld (Kirchdorf)
- Pürgen (Pfarrdorf)
- Stoffen (Pfarrdorf)
- Ummendorf (Kirchdorf)

Die vier Orte bilden zugleich die vier Gemarkungen, die es auf dem Gemeindegebiet gibt.
Pürgen befindet sich in der Moränenlandschaft auf der Lechhochterrasse. Ein Teil des Dorfes liegt am Nordhang des Kapellenbergs, der übrige Teil in der Talsenke zu Füßen der drei Hügel: des Kapellen-, des Mühl- und des Diensberges. Mitten im Dorf ist ohne direkten Zufluss der Dorfweiher. Durch den Ort zog sich bis zum Bau der Umgehungsstraße die Staatsstraße 2057 Landsberg-Weilheim in zwölf auffallend scharfen Kurven.
Der Kapellenberg (672 m ü. NHN) ist ein einzelstehender Hügel, Umlaufberg (auch Lueg ins Land) genannt, und gibt Zeugnis von der Flussschlinge eines letzteiszeitlichen Schmelzwassertales. Von dieser Erhebung aus besteht ein schöner Ausblick rund um die Gegend und auf die Alpenkette – besonders bei Föhnwetter.
Das Gemeindegebiet erstreckt sich von 601 m ü. NHN am Lech bis auf 686 m ü. NHN westlich von Hagenheim.

## Geschichte

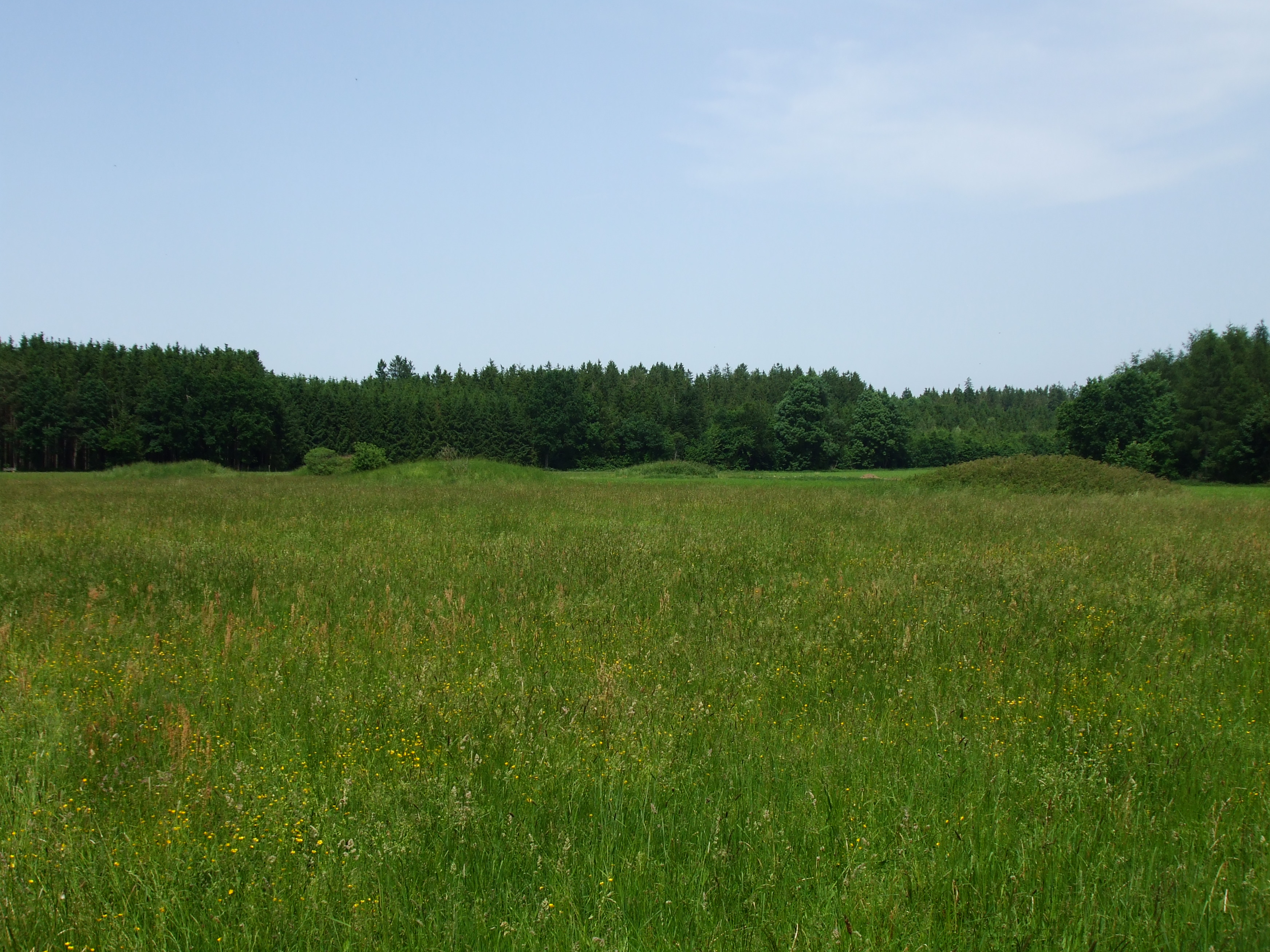
Hügelgräber bei Pürgen

### Bis zur Gemeindegründung
Die erste kulturelle Entwicklung begann für die Gegend um Pürgen in der älteren Eisenzeit oder Hallstattzeit, etwa um 1000 v. Chr. Man vermutet eine größere vorgeschichtliche Siedlung auf Grund des Ortsnamens, der strategisch wichtigen Lage und der am Frauenwald im Südosten des Dorfes liegenden Totenstadt. Von den früher angeblich vorhandenen 200 Grabhügeln sind im Jahre 1908 nur noch 63 gezählt worden. In den Jahren nach dem Ersten Weltkrieg wurden einige gefährdete Hügel untersucht und dabei Brand- und Skelettbestattungen mit eindrucksvoll verzierten Hallstattgefäßen freigelegt. Einem Grab war ein altgriechisches Bronzebecken mit kleinen Buckelperlen beigegeben.
Pürgen bildete im 12. Jahrhundert eine Hofmark. Die ersten Besitzer waren die Pfetten, ein noch heute lebendes Adelsgeschlecht. Ursprünglich hatten sie ihren Sitz auf dem Landsberger Schlossberg, dem damaligen Castell Phetine mit einer Peterskapelle. (Der älteste Pfettner ist Ortolph de Phetine um 1146). Penzing und Pürgen waren ihre ältesten Besitztümer. Anschließend wurde Pürgen immer wieder innerhalb der Familie vererbt, bis es nach einem Erbschaftsstreit 1833 großteils abgebrannt wurde. Das Dorf wurde daraufhin von freien Bauern neu aufgebaut.
Im Zuge der Verwaltungsreformen im Königreich Bayern entstanden mit dem Gemeindeedikt von 1818 die Gemeinden Lengenfeld, Stoffen, Ummendorf und Pürgen.

### Eingemeindung und Gemeindefusion
Am 1. Juli 1971 wurde die Gemeinde Ummendorf in die Gemeinde Stoffen eingegliedert.
Am 1. Juli 1972 schlossen sich auf freiwilliger Basis im Rahmen der Gemeindegebietsreform die Gemeinden Stoffen, Lengenfeld und Pürgen zu einer neuen Gemeinde zusammen. Diese erhielt zunächst den Namen Stoffen, wurde aber am 22. Mai 1973 in Pürgen umbenannt.

### Schloss von Pürgen

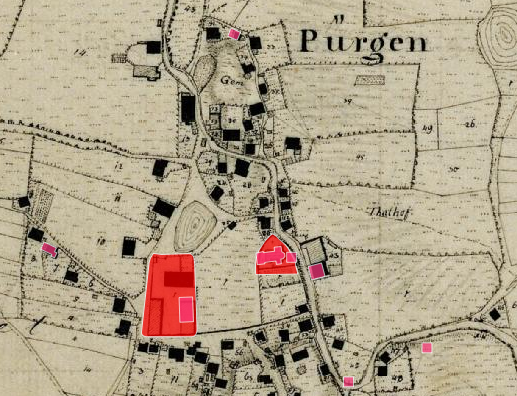
Lageplan von Schloss Pürgen auf dem Urkataster von Bayern

Alten Überlieferungen zufolge gab es in Pürgen ein Schloss. Das Schloss lag etwa 100 m südwestlich der Pfarrkirche St. Georg. 
Das Schloss brannte jedoch im Schwedenkrieg größtenteils ab. Um 1700 wurde das Schloss in der Topographia von Wening (wie Meichelberg ebenfalls Geschichtsschreiber) als „ein uraltes, baufälliges, jedoch mit einem Wassergraben umgebenes Gebäude“ geschildert. Im 18. Jahrhundert wurde es mit einer Schlosskapelle, gut gewölbten Kellern, elf Zimmern und einem Saal neu erbaut. Neben ansehnlichem Acker- und Wiesenland umfasste der Besitz 425 Tagwerk Wald. Das neue Gebäude konnte sich dank seiner gefälligen Form des Baues an der Südseite des Dorfweihers großer Bewunderung erfreuen. Die älteste Katastermappe von etwa 1810 lässt einen ost-west-gerichteten Hauptbau mit zwei quer stehenden langgestreckten Wirtschaftsgebäuden erkennen. Im Jahre 1835 wurden die gesamten Gebäude bis auf den Pferdestall abgetragen. Nur noch eine Gedenktafel an dem neuen Haus an der Stelle des Schlosses erinnert an die vormalige Stätte. 
Die Anlage wird als Bodendenkmal unter der Aktennummer D-1-7931-0158 im Bayernatlas als „abgegangenes Hofmarkschloss des späten Mittelalters und der frühen Neuzeit ("Schloss Pürgen")“ geführt.

### Entstehung des WortesPürgen
Die älteste Schreibweise ist um 740 Piringa in „Monumenta Germaniae“, 1033 Pirigen. Ein Geschichtsschreiber namens Meichelbeck schrieb 1708 in seinem Archivum Benedictoburanum: „Pirgen, dass man bisweilen auch Birgau schreibt“. Die damaligen Begriffe änderten sich in dem Laufe der Zeit in das uns geläufige Pürgen.

### Einwohnerentwicklung
Zwischen 1988 und 2018 wuchs die Gemeinde von 2285 auf 3548 um 1263 Einwohner bzw. um 55,3 %.
| Jahr | Einwohner (Gesamt) | Lengenfeld | Pürgen | Stoffen (mit Ummendorf) | Stoffen | Ummendorf | Quellenangabe(n) |
| ---- | ------------------ | ---------- | ------ | ----------------------- | ------- | --------- | ---------------- |
| 1961 | 1730               | 0410       | 0590   | 0730                    |         |           |                  |
| 1970 | 1857               | 0467       | 0658   | 0732                    |         |           |                  |
| 1987 | 2241               |            |        |                         |         |           |                  |
| 1991 | 2441               |            |        |                         |         |           |                  |
| 1995 | 2554               |            |        |                         |         |           |                  |
| 2000 | 2757               |            |        |                         |         |           |                  |
| 2005 | 3149               |            |        |                         |         |           |                  |
| 2010 | 3306               |            |        |                         |         |           |                  |
| 2013 | 3365               | 0795       | 1500   | ---                     | 0594    | 0476      | [ 6 ]            |
| 2015 | 3476               |            |        |                         |         |           |                  |
| 2020 | 3563               | 0888       | 1570   | ---                     | 0623    | 0482      | [ 7 ]            |
| 2022 | 3718               | 0930       | 1618   | ---                     | 0656    | 0514      |                  |
| 2023 | 3707               | 0920       | 1616   | ---                     | 0657    | 0514      | [ 8 ]            |

## Politik

### Gemeinderat
| Jahr | DG Pürgen | DG Stoffen | DG Lengenfeld | DG Ummendorf | gesamt | Wahlbeteiligung in % |
| ---- | --------- | ---------- | ------------- | ------------ | ------ | -------------------- |
| 2020 | 6         | 3          | 4             | 3            | 16     |                      |
| 2014 | 7         | 3          | 4             | 2            | 16     | 60,0                 |
| 2008 | 7         | 3          | 4             | 2            | 16     | 63,8                 |
| 2002 | 5         | 4          | 3             | 2            | 14     | 67,5                 |

Legende:
- DG = Dorfgemeinschaft

### Bürgermeister
- 1972 bis 1990 Josef Holzheu
- 1990 bis 2002 Wilhelm Niedermeyer
- 2002 bis 2020 Klaus Flüß
- seit 2020 Wilfried Lechler

### Wappen
| Wappen von Pürgen | Blasonierung: „In Silber ein gesenkter schwarzer Balken; oben schreitend ein rot bewehrter schwarzer Löwe, im Schildfuß ein grüner Dreiberg.“ |
| Wappen von Pürgen | Wappenbegründung: Das heutige Gemeindewappen bekam am 2. Mai 1960 seine ministerielle Zustimmung, nachdem es vom Landrat entworfen worden war. Es stützt sich auf die ortsgeschichtliche Vergangenheit der Gemeinde. Es erinnert an die Herrschaft der Pfetten, die schon im 12. Jahrhundert ihren Besitz in Pürgen hatten, sie bildeten eine eigene Hofmark. Das Geschlecht der Pfetten ist heute noch eng mit Pürgen verbunden. So kann das Wappen der Pfetten noch auf mehreren Grabsteinen in der Turmkapelle der Kirche gefunden werden. Der grüne Dreiberg auf dem Wappen Pürgens weist auf den Schlossberg und die große Hügelgräbergruppe am Frauenwald hin. Gleichzeitig wurde Pürgen zur Führung einer Gemeindeflagge in drei Streifen in den Farben schwarz/weiß/grün die Genehmigung erteilt. |

## Baudenkmäler
- Pfarrhaus, erbaut 1747
- St. Georg (Pürgen)

## Persönlichkeiten
- Magnus Rauschmayr (1875–1928), Politiker
- Sydney Lohmann (* 2000), Fußballspielerin